# Flavina redutase
Em Bioquímica, uma flavina redutase (EC 1.5.1.30) é uma enzima que catalisa a reacção:
riboflavina reduzida + NADP+ {\displaystyle \rightleftharpoons } riboflavina + NADPH + H+
Os dois substratos desta enzima são riboflavina reduzida e NADP+, tendo como produtos riboflavina, NADPH e H+. Esta enzima pertence à família das oxidorredutases agindo sobre o grupo CH-NH de doadores e utilizando NAD+ ou NADP+ como aceitador.
O nome sistemático da enzima é riboflavina reduzida:NADP+ oxidorredutase. Nomes triviais pelos quais a enzima é também conhecida incluem NADPH:flavina oxidorredutase e flavina mononucleótido redutase.